# Ilha Umnak
Umnak — ou  Unmax ou Umnax na língua aleúte, é uma ilha do arquipélago das Ilhas Fox, nas Ilhas Aleutas, Alasca, Estados Unidos. É a terceira maior em área no arquipélago das Ilhas Aleutas, com 1776,77 km² e a 19.ª maior dos Estados Unidos. Tem 39 habitantes (2000) . A única localidade é Nikolski. Não dispõe de porto mas tem uma pista de aviação (código IATA: IKO).
A ilha tem cerca de 110 a 116 km de comprimento e forma de um "8". Está separada da ilha Unalaska pela passagem de Umnak. Tem o único campo de gêiseres do Alasca. O seu ponto mais alto, o monte Vsevidof (2149 m), está na parte sudeste da ilha. Outros vulcões importantes são o monte Okmok (1073 m, com erupção em 2008) e o Monte Recheshnoi (1984 m).
Foi descoberta por caçadores de peles russos na década de 1750.
Fort Glenn, uma antiga instalação militar importante na costa nordeste da ilha, desempenho um papel importante no teatro de operações do Pacífico Norte durante a Segunda Guerra Mundial.
Em 12 de julho de 2008, o Monte Okmok, situado em Umnak, entrou em erupção, e enviou cinzas a 50000 pés (15 km) de altitude, forçando a evacuação de Fort Glenn.